# Laguépie
Laguépie település Franciaországban, Tarn-et-Garonne megyében. Lakosainak száma 653 fő (2022. január 1.). Laguépie Najac, Saint-André-de-Najac, Le Riols, Saint-Martin-Laguépie és Varen községekkel határos.

## Népesség
A település népességének változása:
| Lakosok száma | 691  | 635  | 619  | 608  | 606  | 604  | 620  | 637  | 653  |
|               | 2013 | 2015 | 2016 | 2017 | 2018 | 2019 | 2020 | 2021 | 2022 |